# Association for Women in Computing
L'Association pour les femmes en informatique (AWC) est une organisation professionnelle pour les femmes en informatique. Fondée en 1978 à Washington, elle est membre de l'Institut de certification des professionnels de l'informatique (en) (ICCP). 

## Objectifs
L'AWC a pour objectif de fournir aux femmes des possibilités de développement professionnel en informatique par le biais de la mise en réseau, de la formation continue et du mentorat,. Pour ce faire, elle favorise la prise de conscience des problèmes qui affectent les femmes dans l'industrie informatique, ainsi que le développement professionnel et l'avancement des femmes dans l'informatique et encouragent les femmes à poursuivre une carrière dans l'informatique. AWC est une organisation professionnelle nationale sans but lucratif pour femmes et hommes s'intéressant aux technologies de l'information. Elle attribue le prix Ada-Lovelace aux personnes qui ont excellé dans deux domaines : leurs réalisations scientifiques et techniques exceptionnelles ou leur service extraordinaire à la communauté informatique par le biais de réalisations et de contributions au nom des femmes en informatique.

## Historique
AWC a été fondée en 1978 en tant qu'organisation à but non lucratif, initialement baptisée Association nationale des femmes en informatique. Le chapitre de Puget Sound a été fondé en 1979 par Donnafaye Carroll Finger et Diane Haelsig. Ces deux femmes ont lu un article sur une nouvelle association de femmes en informatique et discutaient de la création d'un chapitre à Puget Sound. Le chapitre de Twin Cities de l'AWC s'est réuni pour la première fois en décembre 1979 et est devenu un chapitre à charte le 6 mai 1981. 

## Chapitres
AWC a des chapitres à :
- L'université du Montana ;
- New Jersey ;
- Seattle, Washington ;
- Twin Cities dans le Minnesota ;
- Washington.

## Aussi